# Batalla de Aliwal
La batalla de Aliwal fue una batalla que enfrentó a las fuerzas de la Compañía Británica de las Indias Orientales y al ejército del Reino sij por el control del Punyab; en el contexto de la primera guerra anglo-sij. La batalla se libró el 28 de enero de 1846 en la aldea de Aliwal en el Punyab. Los británicos fueron dirigidos por Sir Harry Smith, mientras que los sijs fueron dirigidos por Ranjodh Singh Majithia. La victoria de Gran Bretaña en la batalla se considera como el punto de inflexión en la Primera Guerra Anglo-Sikh .

## Contexto
El 16 de enero de 1846, Smith recuperó dos puestos de avanzada que los sijs habían tomado en Fategarh y Dharamkot. Aunque la caballería irregular de Ranjodh Singh había asaltado una amplia zona y había prendido fuego a parte de los acantonamientos británicos en Ludhiāna, su cuerpo principal avanzaba muy lentamente sobre la ciudad. Harry Smith tuvo la primera intención de atacar al ejército de Runjodh Singh en Buddowal. Sin embargo, al enterarse de la fuerza sij y recibir más órdenes de Gough, marchó por la fuerza a sus tropas a través de Jagraon, reuniendo un regimiento británico allí, para llegar a Ludhiana antes que el cuerpo principal sij. El 21 de enero, cuando salía de Buddowal, la caballería irregular sij atacaban continuamente su retaguardia. Capturaron la mayoría de los animales de equipaje de Smith (mulas, bueyes y elefantes) y cortaron a las tropas rezagadas. Sin embargo, Smith logró llegar a Ludhiana, con sus tropas agotadas. Una brigada de tropas de Delhi , incluidos dos batallones Gurkha , lo reforzó. Después de descansar sus tropas, Smith avanzó una vez más hacia Buddowal. Los sijs se habían retirado a Aliwal en el Sutlej, esperando refuerzos. El 28 de enero, Smith avanzó con cautela contra ellos.

## Batalla
Los sijs habían ocupado una posición de 4 millas (6,4 km) de largo, que corría a lo largo de una cresta entre las aldeas de Aliwal, en Sutlej y Bhundri. El Sutlej corrió cerca de su retaguardia a lo largo de toda su línea, lo que les dificultaba maniobrar y también era potencialmente desastroso si se veían obligados a retirarse.
Después de las salvas de artillería iniciales, Smith determinó que Aliwal era el punto débil sij. Envió a dos de sus cuatro brigadas de infantería a capturar la aldea, desde donde podrían enfilar el centro sij. Se apoderaron del pueblo y comenzaron a avanzar para amenazar los vados del Sutlej.
Cuando los sijs intentaron girar hacia atrás a la izquierda, girando sobre Bhundri, parte de su caballería presentó una amenaza para el flanco izquierdo británico abierto. Una brigada de caballería británica e india, liderada por los 16 Lanceros , cargó y los dispersó. Los 16 Lanceros luego atacaron un gran cuerpo de infantería sij. Estos eran batallones organizados y entrenados en la moda europea contemporánea por el napolitano  mercenaria , Paolo Di Avitabile . Formaron escuadra para establecer un frente fuerte contra una carga de caballería, como hacían la mayoría de los ejércitos europeos. Sin embargo, el 16.º de Lanceros rompió la escuadra. Ambas fuerzas sufrieron numerosas bajas.
La infantería en el centro sij trató de defender un nullah (lecho de un arroyo seco), pero un regimiento de infantería de Bengala la enfrentó y la obligó a salir a la intemperie y luego la cortó el fuego de las baterías de artillería a caballo de Bengala de Smith.
A diferencia de la mayoría de las batallas de las dos guerras anglo-sij, cuando los sijs en Aliwal comenzaron a retirarse, la retirada se convirtió rápidamente en una derrota desordenada. Cuando los soldados sij huyeron a través de los vados, abandonaron la mayoría de sus armas, ya sea en la orilla del río o en los vados, junto con todo el equipaje, tiendas y suministros. Perdieron 2.000 hombres y 67 armas.
Smith escribió después: 
He ganado una de las batallas más gloriosas jamás libradas en la India ... Nunca la victoria fue más completa, y nunca se peleó en circunstancias más felices, literalmente con la pompa de un día de campo; y muy bien se portaron todos.
Muchos comentaristas se refirieron a la victoria de Smith como la "Batalla sin errores".  A excepción del 16. ° Lancers, que perdieron 144 hombres de unos 300, pocas de las unidades de Smith tuvieron muchas bajas.